# BP Андромеды
BP Андромеды (лат. BP Andromedae) — одиночная переменная звезда в созвездии Андромеды на расстоянии (вычисленном из значения параллакса) приблизительно 7647 световых лет (около 2345 парсеков) от Солнца. Видимая звёздная величина звезды — от менее +16,5m до +13,4m.

## Характеристики
BP Андромеды — красная пульсирующая переменная звезда, мирида (M) спектрального класса M. Эффективная температура — около 3298 K.